# Josiah Whitney
Josiah Dwight Whitney (Northampton, 23 novembre 1819 – Lake Sunapee, 18 agosto 1896) è stato un geologo statunitense, professore di geologia all'Università di Harvard. Il Monte Whitney ed il ghiacciaio Whitney portano il suo nome.

## Biografia

### Vita privata
Era fratello del linguista William Dwight Whitney.